# Warr Acres
Warr Acres é uma cidade localizada no estado norte-americano de Oklahoma, no Condado de Oklahoma.

## Demografia
Segundo o censo norte-americano de 2000, a sua população era de 9735 habitantes.
Em 2006, foi estimada uma população de 9426, um decréscimo de 309 (-3.2%).

## Geografia
De acordo com o United States Census Bureau tem uma área de
7,4 km², dos quais 7,3 km² cobertos por terra e 0,1 km² cobertos por água.

## Localidades na vizinhança
O diagrama seguinte representa as localidades num raio de 12 km ao redor de Warr Acres.